# Thomas Mertens
Thomas Johannes Marie Mertens (Teteringen, 20 september 1955) is een Nederlandse rechtsfilosoof. Mertens was van 1999 tot 2021 hoogleraar rechtsfilosofie aan de Radboud Universiteit Nijmegen.
Mertens studeerde theologie aan de Katholieke Universiteit Brabant en filosofie in Amsterdam. Na zijn studie begon hij aan een promotie-onderzoek aan de Nijmeegse universiteit, dat in 1990 uitmondde in het proefschrift Kritische filosofie en politiek. Immanuel Kant over oorlog en vrede. Voor zijn promotie was hij ook enige tijd werkzaam aan het Europees Universitair Instituut in Florence. Na het afronden van zijn proefschrift werd hij universitair docent in Nijmegen en in 1999 hoogleraar rechtsfilosofie aan de faculteit geesteswetenschappen. Van 2007 tot 2010 was Mertens in deeltijd verbonden aan de Universiteit Leiden en in 2010 ook aan de Katholieke Universiteit Leuven. Mertens ging in 2022 met emeritaat. Hij werd als hoogleraar opgevolgd door Ronald Tinnevelt.
Mertens' voornaamste interesses zijn de ethiek, de politieke- en rechtsfilosofie van Immanuel Kant, en de filosofie van de mensenrechten. Hij heeft verschillende werken van Kant vertaald naar het Nederlands, waaronder de Fundering van de metafysica van de zeden, Naar de eeuwige vrede, Wat is Verlichting? en Over de gemeenplaats (alle uitgegeven bij  Boom). Daarnaast schreef hij een inleidend studieboek rechtsfilosofie, getiteld Mens en mensenrechten, en A Philosophical Introduction to Human Rights. Ook vertaalde hij samen met Leonard Besselink Un'Europa Cristiana: Un saggio esplorativo (Een christelijk Europa: een verkennend essay) van Joseph H.H. Weiler uit het Italiaans.
- Bibliothèque nationale de France: cb137535974 (data)
- CiNii: DA19563938
- Gemeinsame Normdatei: 1084021579
- International Standard Name Identifier: 0000 0000 7310 5672
- Library of Congress Control Number: n91112210
- Nationale Bibliotheek van Israël: 987011296179505171
- Nederlandse Thesaurus van Auteursnamen: 074936557
- Système universitaire de documentation: 071422331
- Virtual International Authority File: 102396490